# Keiko Kishi

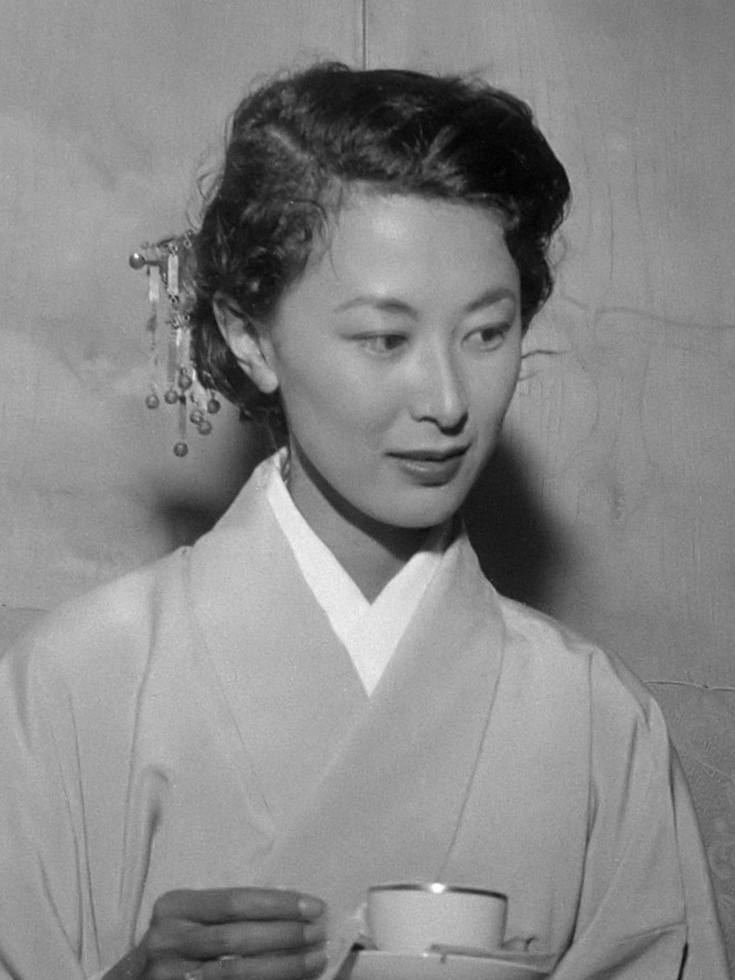
Keiko Kishi (1957)

Keiko Kishi (jap. 岸 惠子, Kishi Keiko; * 11. August 1932 in Yokohama) ist eine japanische Schauspielerin. Ihr Schaffen umfasst über 80 Film- und Fernsehauftritte in japanischen und vereinzelt auch internationalen Produktionen, unter namhaften Regisseuren wie Ozu Yasujirō, Masaki Kobayashi und Sydney Pollack.

## Leben

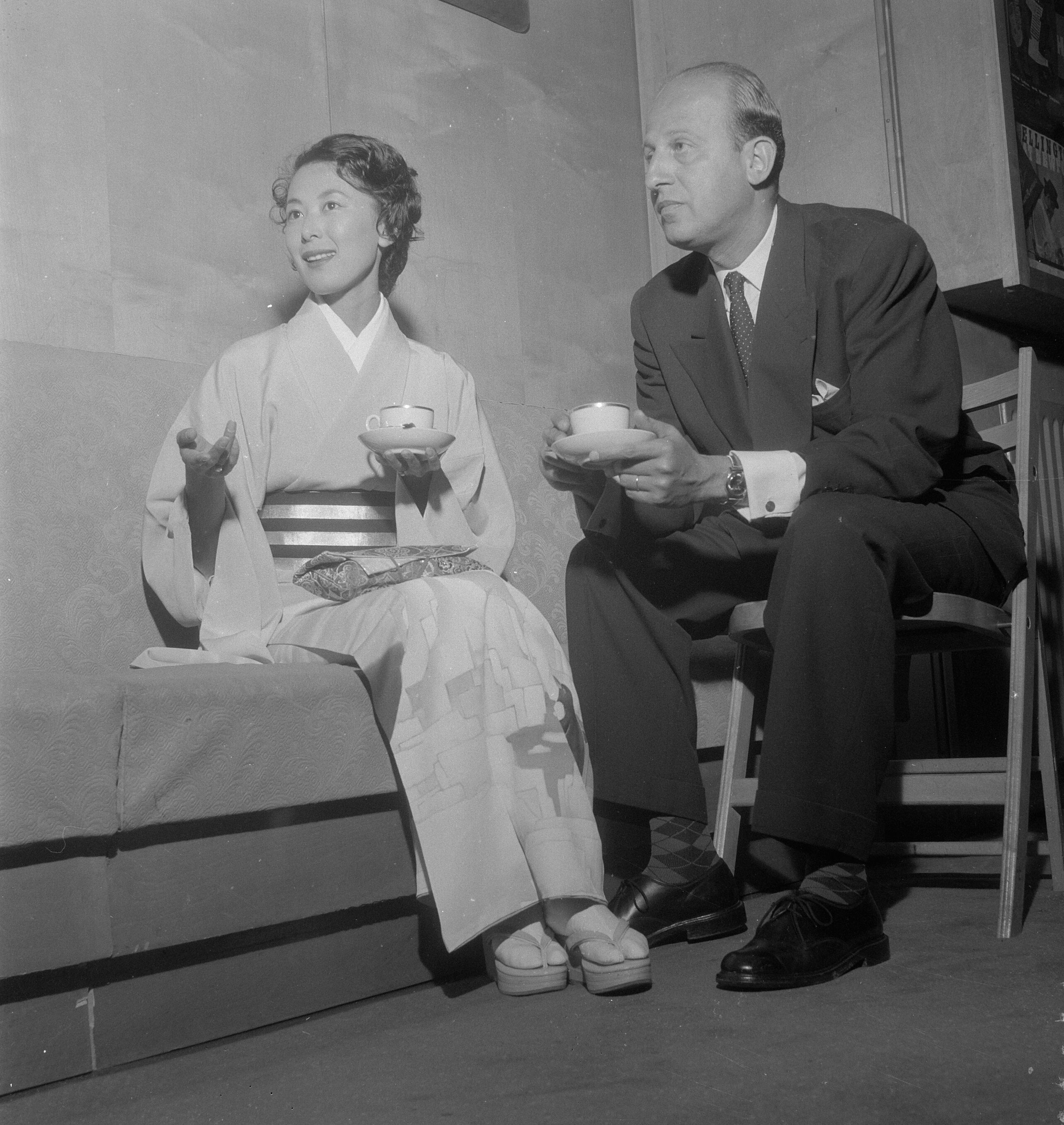
Keiko Kishi und Yves Ciampi bei einem Besuch in den Niederlanden (1957)

Keiko Kishi wuchs in ihrer Geburtsstadt Yokohama auf. Bereits während ihrer Schulzeit nahm sie Ballettunterricht und war Mitglied eines Theaterclubs. Sie begann ihre Schauspielkarriere 1951 im Alter von neunzehn Jahren in Noburo Nakamuras Waga-ya wa tanoshi und erhielt so einen Vertrag mit den Shochiku-Studios. Bereits in ihrem zweiten Film Kedamono no yado spielte sie an der Seite des damals in Japan populären Schauspielers Kōji Tsuruta. 1954 war Keiko Kishi am größten kommerziellen Erfolg der Shochiku-Studios beteiligt, dem Melodram Kimi no na wa von Hideo Ohba. Sie und Keiji Sada spielten die Hauptrollen. Diese erlangten eine so enorme Popularität, dass in der Folgezeit viele Babys nach den Rollennamen Machiko und Haruki benannt wurden und ihre Art, den Schal um Kopf und Hals zu wickeln, als „Machiko-maki“ bezeichnet und vielfach imitiert wurde. Der Film erlebte zwei Fortsetzungen. Kishi verkörperte häufig Frauenfiguren eines moderneren Japans, darunter eine gegen feudale Konventionen kämpfende Studentin in Keisuke Kinoshitas Onna no sono im Jahr 1954, die außereheliche Geliebte des Hauptcharakters in Yasujirō Ozus Früher Frühling von 1956 und eine schelmische Sekretärin in Masaki Kobayashis Drama Karami-ai aus dem Jahr 1962.
In der japanisch-französischen Koproduktion Taifun über Nagasaki spielte sie 1957 als Filmpartnerin von Jean Marais unter der Regie von Yves Ciampi, mit dem sie von 1957 bis 1975 verheiratet war und eine Tochter hat. 1958 war sie für die Rolle der Sabbi in David Leans … denn der Wind kann nicht lesen vorgesehen, die jedoch an Yoko Tani ging. 1960 spielte Keiko Kishi in Paris in einem Bühnenstück von Jean Cocteau mit.
Gemeinsam mit Yoshiko Kuga und Ineko Arima gründete sie 1954 den Bungei Production Ninjin Club, um bessere Arbeitsmöglichkeiten für Schauspieler im japanischen Studiosystem zu fördern. Ihre bekannteste Produktion wurde Masaki Kobayashis Horror-Episodenfilm Kwaidan von 1964. Kishi spielt darin in der zweiten Episode die Hauptrolle einer Schneefee neben Tatsuya Nakadai. Ihr Weggang und finanzielle Verluste führten 1966 zum Kollaps der Firma.
In Kōichi Saitōs Das Rendezvous von 1972, der auch im Wettbewerb der Berlinale 1972 stand, spielte sie eine des Mordes an ihrem Gatten beschuldigte Gefangene, die eine flüchtige Liebe mit einem jungen Mann beginnt. 1990 war sie als Nonne in Kei Kumais Shikibu monogatari an der Seite von Eiji Okuda zu sehen. Zu ihren weiteren wichtigen Filmen gehören Kon Ichikawas Otōto von 1960 sowie Sydney Pollacks Thriller Yakuza aus dem Jahr 1974. Kishi spielte Eiko, die ehemalige Partnerin der Hauptfigur Harry Kilmer (verkörpert von Robert Mitchum). Zu ihrem Alterswerk gehören Rollen in Kah-chan von 2001, dessen Regisseur ebenfalls Ichikawa war, sowie Samurai der Dämmerung aus dem Jahr 2002. Seit den 2000er Jahren tritt sie zudem vermehrt in Fernsehproduktionen auf.
1996 wurde Keiko Kishi Botschafterin für den Bevölkerungsfonds der Vereinten Nationen. Für ihre Verdienste wurde sie 2004 mit dem Orden der Aufgehenden Sonne 4. Klasse ausgezeichnet. Zwei Jahre zuvor erhielt sie außerdem den Japanese Academy Award für ihre schauspielerische Leistung in Kah-Chan. Drei ihrer Filme (Kwaidan, Otōto und Yukiguni) nahmen am Wettbewerb der Internationale Filmfestspiele von Cannes teil.

## Auszeichnungen
- 1955: Preis des Asia-Pacific Film Festival als beste Schauspielerin
- 1961: Blue Ribbon Award als beste Schauspielerin
- 1961: Preis des Mainichi Eiga Concours als beste Schauspielerin
- 1991: Tanaka-Kinuyu-Award des Mainichi Eiga Concours
- 2001: Nikkan Sports Film Award als beste Schauspielerin
- 2002: Japanese Academy Award als beste Schauspielerin
- 2004: Orden der Aufgehenden Sonne 4. Klasse

## Filmografie (Auswahl)
- 1951: Waga-ya wa tanoshi
- 1951: Kedamono no yado
- 1953: Kimi no na wa
- 1953: Kimi no na wa: Dai-ni-bu (2.)
- 1954: Kimi no na wa: Dai-san-bu (3.)
- 1954: Onna no sono
- 1955: Takekurabe
- 1956: Früher Frühling (Sōshun)
- 1957: Taifun über Nagasaki (Typhon sur Nagasaki)
- 1957: Arakure
- 1957: Yukiguni (Erste Verfilmung des gleichnamigen Romans von Kawabata Yasunari; deutscher Buchtitel: Schneeland)
- 1960: Otōto
- 1961: Wer sind Sie, Dr. Sorge? (Qui êtes-vous, Monsieur Sorge?)
- 1962: Rififi in Tokio (Rififi à Tokyo)
- 1962: Karami-ai
- 1964: Kwaidan (Kaidan)
- 1965: Die Versuchung heißt Jenny (Los pianos mecánicos)
- 1969: Mastermind
- 1972: Das Rendezvous (Yakusoku)
- 1974: Yakuza (The Yakuza)
- 1975: Kaseki
- 1980: Koto
- 1983: Die Töchter des Hauses Makioka (Sasameyuki)
- 1990: Shikibu monogatari
- 2001: Kah-chan
- 2002: Samurai der Dämmerung (Tasogare Seibei)
- 2005: Grave of the Fireflies
- 2009: Snow Prince: Kinjirareta Koi no Melody
- 2010: 99-nen no ai: Japanese Americans
- 2013: Pan to sûpu to neko biyori (Miniserie, eine Folge)